# THE THRONE
『THE THRONE』（ザ・スローン）は、日本のシンガーソングライター・AK-69が2015年3月25日にMS Entertainmentから発売したインディーズ7枚目のオリジナルアルバム。

## 概要
前作『The Independent King』から約2年ぶりとなるオリジナルアルバム。アルバムタイトルの"THRONE"は王座を意味し、「自身最高傑作」と本人が述べている。

## 収録曲
1. Prologue -The Man They Call Rain Man-
作詞：AK-69
作曲：NATO、AK-69
中日ドラゴンズの2015年度ホームゲームでのスタメン発表時のBGMでこの曲のインストが採用されている。
2. The Throne
作詞：AK-69
作曲：SKY BEATZ、AK-69
今作の表題曲。
3. ロッカールーム -Go Hard or Go Home-
作詞：AK-69
作曲：NATO、AK-69
4. Oh Lord feat. Fabolous -REMIX-
作詞：AK-69、Fabolous
作曲：理貴、AK-69
5. Buzzin'
作詞：AK-69
作曲：RYU、AK-69
6. Too Much Money Out Here
作詞：AK-69、Kavin Cossom
作曲：DJ Khaled、Ben Billions、AK-69
7. #BOSSLIFE
作詞：AK-69
作曲：DJ JOE IRON、AK-69
8. NGY
作詞：AK-69
作曲：DJ RYOW、Growth、AK-69
9. Samurai Diesel
作詞：AK-69
作曲：Sean C & LV、AK-69
10. A Hundred Bottles
作詞：AK-69
作曲：DJ RYOW、Growth、AK-69
11. Give Me Just One Night feat. MIHIRO〜マイロ〜
作詞：AK-69、MIHIRO〜マイロ〜
作曲：KING DAVID、MIHIRO〜マイロ〜
12. Don't Open the Curtains
作詞：AK-69
作曲：NATO、AK-69
13. Say Goodbye feat. Matt Cab
作詞：AK-69、Matt Cab
作曲：RYUJA、Matt Cab
14. #IDWT -In Dreams We Trust- feat. AK-69 & PUSHIM -REMIX- / DJ RYOW
作詞：AK-69、PUSHIM
作曲：DJ RYOW、NATO、PUSHIM
ストリングスアレンジ：矢野小百合
15. ICU
作詞：AK-69
作曲：SKY BEATZ、AK-69
16. Warriors
作詞：AK-69
作曲：NATO、AK-69

## 参加ミュージシャン
- AK-69：MC (全曲)

Musician
- CHINO：Chorus (#4,16)
- MORIZON：Chorus (#4,16)
- Shin-Imayama：Chorus (#4,16)
- Tomohiko Tsuya：Chorus (#4,16)
- DJ Khaled：Additional Vocal (#6)
- Lenesha Randolph：Chorus (#9)
- 矢野小百合：Violin (#14)
- 柳原有弥：Violin (#14)
- 入江茜：Violin (#14)
- 岡部憲：Violin (#14)
- 三木章子：Viola (#14)
- 篠崎由紀：Cello (#14)
- T.MacLachlan：Manipulator (#14)